# Daniele Ragatzu
Daniele Ragatzu (Cagliari, 21 settembre 1991) è un calciatore italiano, attaccante dell'Olbia.

## Biografia
Nato a Cagliari, suo fratello maggiore Mauro Ragatzu è un attaccante con un passato in Serie C.
Nel 2020 è finito sotto processo con l'accusa di maltrattamenti alla fidanzata. Nel marzo del 2023 il padre della ragazza ha ritrattato le accuse.

## Caratteristiche tecniche
Nonostante sia alto solo 170 cm dispone di un'ottima potenza fisica, oltre che di buona tecnica e fiuto del gol.

## Carriera

### Club

#### Gli inizi col Cagliari e il prestito al Gubbio
Iniziò a giocare a calcio a quattro anni e mezzo in una formazione giovanile di Quartu Sant'Elena, la Ferrini Quartu, prima di passare nelle giovanili del Cagliari, con cui esordisce in prima squadra il 16 gennaio 2008 nella sconfitta per 4-0 in Coppa Italia contro la Sampdoria.
Viene aggregato alla prima squadra nella stagione 2008-2009, sotto la direzione del tecnico Allegri. Nella seconda parte del campionato trova spazio, ed il 1º marzo 2009, a 17 anni, esordisce in Serie A in Cagliari-Torino (0-0), sostituendo l'infortunato Alessandro Matri. Realizza la sua prima rete in Serie A l'11 aprile successivo, segnando all'85' il gol del definitivo 2-1 nella sconfitta allo stadio Franchi contro la Fiorentina, appena due minuti dopo essere entrato in campo.
Nella stagione successiva realizza 2 gol in campionato: il 4 aprile 2010 segna, al Sant'Elia contro il Milan, il gol del momentaneo 1-1 (partita finita poi 2-3 per i rossoneri), per poi ripetersi all'ultima giornata il 16 maggio seguente contro il Bologna (1-1 in casa).
Nella stagione 2010-2011 segna il suo primo gol della stagione e il quarto con la maglia rossoblù sempre contro il Bologna il 6 marzo 2011, allo stadio Dall'Ara, per il momentaneo 1-2 (2-2 poi il risultato finale).
Il 18 luglio 2011 passa in prestito per un anno al Gubbio, in Serie B. Il 9 ottobre seguente trova il suo primo gol con la maglia degli eugubini nella partita vinta per 2-1 contro la Nocerina. Conclude la stagione con 28 presenze e 1 gol in campionato, retrocedendo. Nell'estate 2012 torna al Cagliari finendo fuori rosa.
Il 23 novembre 2012 l'agente del giocatore conferma l'avvenuta rescissione consensuale del contratto che legava Ragatzu al club sardo, con il quale non scende mai in campo nella stagione 2012-2013.

#### Hellas Verona, Pro Vercelli, Virtus Lanciano e Rimini
Il 22 dicembre 2012 firma un contratto con il Verona della durata di due anni e mezzo. Il 31 gennaio 2013 passa in prestito alla Pro Vercelli, con cui esordisce il 2 febbraio nella gara persa per 2-0 contro il Livorno. Il 22 febbraio segna il suo primo gol con la squadra bicciolana, nella partita vinta per 2-1 contro il Bari. Conclude la stagione con 3 reti in 17 presenze. 
Scaduto il prestito fa ritorno al Verona, neo promosso in Serie A. Il 20 gennaio 2014 si trasferisce in prestito alla Virtus Lanciano.
Nella stagione 2014-2015 viene nuovamente tesserato per la Pro Vercelli tornata in Serie B: poco utilizzato nel corso della stagione, finisce ai margini della squadra per poi recedere dal contratto a fine stagione. Si trasferisce quindi al Rimini, in Lega Pro, ma la sua stagione termina anzitempo a causa di una frattura del perone rimediata il 17 gennaio 2016 durante il match casalingo contro il Tuttocuoio (0-0). Fino a quel momento era stato il migliore marcatore dei biancorossi, con 4 reti in 17 presenze.

#### Olbia e nuovo ritorno al Cagliari
A fine stagione, firma in Lega Pro con l'Olbia. Il 29 gennaio 2018 viene acquistato dal Cagliari, che lo lascia però in prestito ai galluresi fino al 2019. In maglia bianca realizza 35 reti nell'arco di tre stagioni, prima di far ritorno alla compagine cagliaritana durante il precampionato della stagione 2019-2020.
Ritorna al gol il 5 dicembre successivo nel successo per 2-1 contro la Sampdoria nella sfida di Coppa Italia, che vede i sardi passare quindi il turno eliminando la formazione ligure. Tre giorni più tardi ritrova anche il gol in Serie A, che mancava da otto anni e mezzo, siglando al 90º il pareggio per 2-2 in casa del Sassuolo.

#### Ritorno all'Olbia
Il 10 novembre 2020, da svincolato, torna all’Olbia con cui firma un contratto fino a giugno 2021. Il giorno seguente segna su rigore il primo gol della stagione nella sconfitta interna contro la Pergolettese. Il 27 febbraio segna di sinistro il gol del momentaneo vantaggio contro la Lucchese raggiungendo la doppia cifra di gol in campionato. Termina la stagione con 14 gol in tutto, la stagione seguente invece ne segna uno in meno mentre nel 2022-2023 realizza 19 reti laureandosi capocannoniere del girone B. Nel 2023-2024 segna 10 gol che non bastano per evitare la retrocessione in Serie D del club.

#### Pontedera e terzo ritorno ad Olbia
Il 3 luglio 2024 viene ufficializzato il suo acquisto da parte del Pontedera.. L'11 dicembre successivo tuttavia viene annunciata la risoluzione del suo contratto dopo aver messo insieme 14 presenze e nessun gol segnato.
Il 21 gennaio 2025 ritorna, per la terza volta, all'Olbia, questa volta militante in Serie D.

### Nazionale
Ha vestito la maglia della Nazionale Under-16 per 13 volte su 14 convocazioni segnando 6 gol.

## Statistiche

### Presenze e reti nei club
Statistiche aggiornate al 12 dicembre 2024.
| Stagione            | Squadra             | Campionato          | Campionato | Campionato | Coppe nazionali | Coppe nazionali | Coppe nazionali | Coppe continentali | Coppe continentali | Coppe continentali | altre coppe | altre coppe | altre coppe | Totale | Totale |
| Stagione            | Squadra             | Comp                | Pres       | Reti       | Comp            | Pres            | Reti            | Comp               | Pres               | Reti               | Comp        | Pres        | Reti        | Pres   | Reti   |
| ------------------- | ------------------- | ------------------- | ---------- | ---------- | --------------- | --------------- | --------------- | ------------------ | ------------------ | ------------------ | ----------- | ----------- | ----------- | ------ | ------ |
| 2007-2008           | Cagliari            | A                   | 0          | 0          | CI              | 1               | 0               | -                  | -                  | -                  | -           | -           | -           | 1      | 0      |
| 2008-2009           | Cagliari            | A                   | 6          | 1          | CI              | 1               | 0               | -                  | -                  | -                  | -           | -           | -           | 7      | 1      |
| 2009-2010           | Cagliari            | A                   | 8          | 2          | CI              | 0               | 0               | -                  | -                  | -                  | -           | -           | -           | 8      | 2      |
| 2010-2011           | Cagliari            | A                   | 18         | 1          | CI              | 1               | 0               | -                  | -                  | -                  | -           | -           | -           | 19     | 1      |
| 2011-2012           | Gubbio              | B                   | 28         | 1          | CI              | 3               | 0               | -                  | -                  | -                  | -           | -           | -           | 31     | 1      |
| ago.-nov. 2012      | Cagliari            | A                   | 0          | 0          | CI              | 0               | 0               | -                  | -                  | -                  | -           | -           | -           | 0      | 0      |
| gen.-giu. 2013      | Pro Vercelli        | B                   | 17         | 3          | CI              | -               | -               | -                  | -                  | -                  | -           | -           | -           | 17     | 3      |
| 2013-gen. 2014      | Verona              | A                   | 0          | 0          | CI              | 0               | 0               | -                  | -                  | -                  | -           | -           | -           | 0      | 0      |
| gen.-giu. 2014      | Virtus Lanciano     | B                   | 9          | 0          | CI              | -               | -               | -                  | -                  | -                  | -           | -           | -           | 9      | 0      |
| 2014-2015           | Pro Vercelli        | B                   | 7          | 0          | CI              | 1               | 0               | -                  | -                  | -                  | -           | -           | -           | 8      | 0      |
| Totale Pro Vercelli | Totale Pro Vercelli | Totale Pro Vercelli | 24         | 3          |                 | 1               | 0               |                    | -                  | -                  |             | -           | -           | 25     | 3      |
| 2015-2016           | Rimini              | LP                  | 17         | 4          | CI-LP           | 0               | 0               | -                  | -                  | -                  | -           | -           | -           | 17     | 4      |
| 2016-2017           | Olbia               | LP                  | 33         | 7          | CI-LP           | 0               | 0               | -                  | -                  | -                  | -           | -           | -           | 33     | 7      |
| 2017-2018           | Olbia               | C                   | 35         | 15         | CI-C            | 2               | 2               | -                  | -                  | -                  | -           | -           | -           | 37     | 17     |
| 2018-2019           | Olbia               | C                   | 33         | 11         | CI-C            | 2               | 0               | -                  | -                  | -                  | -           | -           | -           | 35     | 11     |
| 2019-2020           | Cagliari            | A                   | 13         | 1          | CI              | 1               | 1               | -                  | -                  | -                  | -           | -           | -           | 14     | 2      |
| Totale Cagliari     | Totale Cagliari     | Totale Cagliari     | 45         | 5          |                 | 4               | 1               |                    | -                  | -                  |             | -           | -           | 49     | 6      |
| 2020-2021           | Olbia               | C                   | 29         | 14         | -               | -               |                 | -                  | -                  | -                  | -           | -           | -           | 29     | 14     |
| 2021-2022           | Olbia               | C                   | 36+2       | 13         | CI-C            | 1               | 0               | -                  | -                  | -                  | -           | -           | -           | 39     | 13     |
| 2022-2023           | Olbia               | C                   | 36         | 19         | CI-C            | 2               | 0               | -                  | -                  | -                  | -           | -           | -           | 38     | 19     |
| 2023-2024           | Olbia               | C                   | 36         | 10         | CI-C            | 1               | 0               | -                  | -                  | -                  | -           | -           | -           | 37     | 10     |
| lug.-dic. 2024      | Pontedera           | C                   | 12         | 0          | CI-C            | 2               | 0               | -                  | -                  | -                  | -           | -           | -           | 14     | 0      |
| gen.-giu. 2025      | Olbia               | D                   | 7          | 1          | CI-D            | 0               | 0               | -                  | -                  | -                  | -           | -           | -           | 7      | 1      |
| Totale Olbia        | Totale Olbia        | Totale Olbia        | 245+2      | 90         |                 | 8               | 2               |                    | -                  | -                  |             | -           | -           | 255    | 92     |
| Totale carriera     | Totale carriera     | Totale carriera     | 382        | 102        |                 | 18              | 3               |                    | -                  | -                  |             | -           | -           | 397    | 105    |

## Palmarès

### Individuale
- Capocannoniere della Serie C: 1

2022-2023 (girone B, 19 gol)